# De'Aaron Fox
Pour les articles homonymes, voir Fox.
De'Aaron Martez Fox, né le 20 décembre 1997 à La Nouvelle-Orléans en Louisiane, est un joueur américain de basket-ball évoluant au poste de meneur pour les Spurs de San Antonio et mesurant 1,88 m. Lorsqu'il évoluait avec les Kings de Sacramento, Fox est devenu le premier joueur de l'histoire à être nommé NBA Clutch Player of the Year. Il a également été All-Star et a été nommé dans la All NBA Third Team de 2023.

## Biographie

### Lycée et université
De'Aaron va au lycée de Cypress Lakes qui est situé à Katy dans le Texas.
De'Aaron Fox intègre les Wildcats de l'université du Kentucky en novembre 2015, avec lesquels il atteint la finale régionale de la March Madness 2017 où ils échouent en quart-de-finale face au futur vainqueur du tournoi, les Tar Heels de Caroline du Nord.
À la fin de sa première saison universitaire, il se déclare candidat à la draft 2017 de la NBA.

### Carrière professionnelle

#### Kings de Sacramento (2017-2025)
Le 22 juin 2017, De'Aaron Fox est choisi en 5e position par les Kings de Sacramento.
Le 1er novembre 2018, lors d'une victoire 146-115 face aux Hawks d'Atlanta, Fox réalise son premier triple-double en carrière avec 31 points, 10 rebonds et 15 passes décisives. Il devient ainsi avec LeBron James et Luka Dončić les 3 seuls à enregistrer un triple-double avec au moins 30 points avant l'âge de 21 ans.
Le 20 novembre 2020, De'Aaron Fox signe une extension de contrat de 163 millions de dollars sur cinq ans avec les Kings.
Le 10 février 2023, il est sélectionné pour le All-Star Game pour la première fois de sa carrière.
Le 19 avril 2023, Fox devient le premier joueur de l'histoire à être nommé NBA Clutch Player of the Year . Dans le même temps, il est également sélectionné dans la All NBA Third Team.
Le 15 novembre 2024, De'Aaron Fox inscrit 60 points lors d'un match face aux Timberwolves du Minnesota . Ses 60 points représente son record en carrière ainsi que le record de points marqué par un joueur des Kings de Sacramento lors d'un même match.

#### Spurs de San Antonio (depuis 2025)
Le 3 février 2025, il est transféré vers les Spurs de San Antonio dans un échange à trois équipes incluant les Spurs, les Bulls de Chicago et les Kings de Sacramento.
En août 2025, Fox prolonge son contrat avec les Spurs de San Antonio (pour les saisons 2026-2027 à 2029-2030) pour 229 millions de dollars.

## Palmarès

### Lycée
- McDonald's All-American en 2016 [7].
- First-team All-SEC en 2017 (Southeastern Conference) [8].
- SEC All-Freshman Team en 2017 [9].
- MVP du tournoi SEC en 2017 [10].

### NBA

#### Distinctions personnelles
- 1 sélection au All-Star Game en 2023 [11].
- NBA Clutch Player of the Year en 2023 [12].
- All-NBA Third Team en 2023 [13].
- Meilleur intercepteur en 2024 [14].

## Statistiques

### Universitaires
| Saison    | Équipe   | Matchs | Titul. | Min./m | % Tir | % 3pts | % LF | Rbds/m. | Pass/m. | Int/m. | Ctr/m. | Pts/m. |
| --------- | -------- | ------ | ------ | ------ | ----- | ------ | ---- | ------- | ------- | ------ | ------ | ------ |
| 2016-2017 | Kentucky | 36     | 34     | 29,6   | 47,9  | 24,6   | 73,6 | 4,00    | 4,60    | 1,50   | 0,20   | 16,70  |
| Carrière  | Carrière | 36     | 34     | 29,6   | 47,9  | 24,6   | 73,6 | 4,00    | 4,60    | 1,50   | 0,20   | 16,70  |

### Professionnelles
Légende :

gras = ses meilleures performances
| Leader de la ligue |

#### Saison régulière
| Saison        | Équipe        | Matchs | Titul. | Min./m | % Tir | % 3pts | % LF | Rbds/m. | Pass/m. | Int/m. | Ctr/m. | Pts/m. |
| ------------- | ------------- | ------ | ------ | ------ | ----- | ------ | ---- | ------- | ------- | ------ | ------ | ------ |
| 2017-2018     | Sacramento    | 73     | 61     | 27,7   | 41,2  | 30,7   | 72,3 | 2,79    | 4,38    | 0,96   | 0,27   | 11,56  |
| 2018-2019     | Sacramento    | 81     | 81     | 31,4   | 45,8  | 37,1   | 72,7 | 3,75    | 7,28    | 1,64   | 0,56   | 17,27  |
| 2019-2020     | Sacramento    | 51     | 49     | 32,0   | 48,0  | 29,2   | 70,5 | 3,84    | 6,82    | 1,45   | 0,49   | 21,10  |
| 2020-2021     | Sacramento    | 58     | 58     | 35,1   | 47,7  | 32,2   | 71,9 | 3,50    | 7,19    | 1,50   | 0,47   | 25,19  |
| 2021-2022     | Sacramento    | 59     | 59     | 35,3   | 47,3  | 29,7   | 75,0 | 3,92    | 5,59    | 1,15   | 0,42   | 23,17  |
| 2022-2023     | Sacramento    | 73     | 73     | 33,4   | 51,2  | 32,4   | 78,0 | 4,19    | 6,12    | 1,14   | 0,32   | 25,01  |
| 2023-2024     | Sacramento    | 74     | 74     | 35,9   | 46,5  | 36,9   | 73,8 | 4,59    | 5,65    | 2,03   | 0,42   | 26,57  |
| 2024-2025     | Sacramento    | 45     | 45     | 37,0   | 46,9  | 32,2   | 82,9 | 5,00    | 6,10    | 1,50   | 0,40   | 25,00  |
| 2024-2025     | San Antonio   | 17     | 17     | 34,0   | 44,6  | 27,4   | 81,9 | 4,30    | 6,80    | 1,50   | 0,30   | 19,70  |
| Carrière      | Carrière      | 531    | 517    | 33,3   | 47,0  | 33,0   | 74,6 | 3,90    | 6,10    | 1,40   | 0,40   | 21,50  |
| All-Star Game | All-Star Game | 1      | 0      | 9,3    | 0,0   | 0,0    | 0,0  | 0,00    | 2,00    | 0,00   | 0,00   | 0,00   |

#### Playoffs
| Saison   | Équipe     | Matchs | Titul. | Min./m | % Tir | % 3pts | % LF | Rbds/m. | Pass/m. | Int/m. | Ctr/m. | Pts/m. |
| -------- | ---------- | ------ | ------ | ------ | ----- | ------ | ---- | ------- | ------- | ------ | ------ | ------ |
| 2023     | Sacramento | 7      | 7      | 38,5   | 42,4  | 33,3   | 75,6 | 5,43    | 7,71    | 2,14   | 0,57   | 27,43  |
| Carrière | Carrière   | 7      | 7      | 38,5   | 42,4  | 33,3   | 75,6 | 5,43    | 7,71    | 2,14   | 0,57   | 27,43  |

## Records sur une rencontre en NBA
Les records personnels de De'Aaron Fox en NBA sont les suivants, :
| Type de statistique        | Saison régulière | Saison régulière          | Saison régulière | Playoffs | Playoffs                   | Playoffs      |
| Type de statistique        | Record           | Adversaire                | Date             | Record   | Adversaire                 | Date          |
| -------------------------- | ---------------- | ------------------------- | ---------------- | -------- | -------------------------- | ------------- |
| Points                     | 60               | Timberwolves du Minnesota | 15 novembre 2024 | 38       | 2 fois                     | 2 fois        |
| Paniers marqués            | 22               | Timberwolves du Minnesota | 15 novembre 2024 | 14       | @ Warriors de Golden State | 23 avril 2023 |
| Paniers tentés             | 35               | Timberwolves du Minnesota | 15 novembre 2024 | 31       | @ Warriors de Golden State | 23 avril 2023 |
| Paniers à 3 points réussis | 8                | @ Hawks d'Atlanta         | 29 décembre 2023 | 4        | 2 fois                     | 2 fois        |
| Paniers à 3 points tentés  | 17               | @ Thunder d'Oklahoma City | 9 avril 2024     | 11       | @ Warriors de Golden State | 23 avril 2023 |
| Lancers francs réussis     | 15               | @ Wizards de Washington   | 10 février 2025  | 8        | Warriors de Golden State   | 15 avril 2023 |
| Lancers francs tentés      | 18               | @ Wizards de Washington   | 10 février 2025  | 12       | Warriors de Golden State   | 15 avril 2023 |
| Rebonds offensifs          | 4                | @ Suns de Phoenix         | 13 février 2024  | 3        | 2 fois                     | 2 fois        |
| Rebonds défensifs          | 11               | Heat de Miami             | 29 octobre 2022  | 6        | 2 fois                     | 2 fois        |
| Rebonds totaux             | 13               | Heat de Miami             | 29 octobre 2022  | 9        | 2 fois                     | 2 fois        |
| Passes décisives           | 16               | Nuggets de Denver         | 2 décembre 2023  | 11       | @ Warriors de Golden State | 28 avril 2023 |
| Interceptions              | 6                | 4 fois                    | 4 fois           | 4        | Warriors de Golden State   | 17 avril 2023 |
| Contres                    | 4                | 2 fois                    | 2 fois           | 1        | 4 fois                     | 4 fois        |
| Balles perdues             | 9                | Bucks de Milwaukee        | 16 mars 2022     | 6        | Warriors de Golden State   | 26 avril 2023 |
| Minutes jouées             | 53               | @ Lakers de Los Angeles   | 26 novembre 2021 | 40       | Warriors de Golden State   | 26 avril 2023 |

- Double-double : 71 (dont 1 en playoffs)
- Triple-double : 1

Dernière mise à jour : 11 mars 2025

## Salaires
| Saison      | Équipe              | Salaire       |
| ----------- | ------------------- | ------------- |
| 2017-2018   | Kings de Sacramento | 4 609 200 $   |
| 2018-2019   | Kings de Sacramento | 5 470 920 $   |
| 2019-2020   | Kings de Sacramento | 6 392 760 $   |
| 2020-2021   | Kings de Sacramento | 8 099 627 $   |
| 2021-2022   | Kings de Sacramento | 28 103 500 $  |
| 2022-2023   | Kings de Sacramento | 30 351 780 $  |
| 2023-2024   | Kings de Sacramento | 32 600 060 $  |
| Total Gains | Total Gains         | 115 627 847 $ |
| 2024-2025   | Kings de Sacramento | 34 848 340 $  |
| 2025-2026   | Kings de Sacramento | 37 096 620 $  |

## Vie privée
Il a choisi le numéro 0 à l'université de Kentucky car Fox "n'a peur de personne", rendant ainsi le numéro 5 à son coéquipier Malik Monk.